# Quint Opimi (cònsol)
Quint Opimi (en llatí Quintus Opimius Q. F. Q. N.) va ser un magistrat romà del segle ii aC. Formava part de la gens Opímia, una gens romana d'origen plebeu.
Va ser elegit cònsol l'any 154 aC juntament amb Luci Postumi Albí. Va fer la guerra contra les tribus lígurs dels oxibis i deciats, que havien atacat territori de Massília, aliada romana, saquejant les ciutats d'Antípolis (Antibes) i Nicaea (Niça). Va derrotar a aquestos pobles sense cap dificultat i va obtenir els honors del triomf.
Sembla que aquest Opimi va ser una persona de pocs principis, i va portar de jove una vida dissipada. Gai Lucili el descriu com formosus homo et famosus i Ciceró com qui adolescentulus male audisset.